# 亳州市第二完全中学
亳州二中1954年兴建于明代黉学宫遗址。学校属于安徽省示范高中，安徽省文明单位，安徽省 “宏志班”承办学校，《人民教育》特约评刊单位。
在2010年规划建设新校区，预计建筑面积330亩。